# Slipknot
Slipknot je ameriška heavy metal skupina iz Des Moinesa, Iowa, ustanovljena leta 1995. Skupino sta ustanovila bobnar Shawn Crahan in basist Paul Gray, po več sprememb v zgodnjih dneh jo zdaj sestavlja devet članov: Sid Wilson, Paul Gray, Joey Jordison, Chris Fehn, Jim Root, Craig Jones, Shawn Crahan, Mick Thomson, in Corey Taylor. S smrtjo Graya 24. maj 2010 je v bendu samo še osem članov.
Slipknot so znani predvsem po svoji pozornosti vzbujajoči podobi, agresivni glasbi in energičnimi ter kaotičnimi nastopi v živo. Leta 1996 so na noč čarovnic izdali album Mate. Feed. Kill. Repeat., potem pa so ga proglasili za demo album, saj ni požel navdušenja. Kasneje so z njega pobrali veliko pesmi. Slavni so postali s prvim albumom Slipknot leta 1999 in nato dosegli še večji uspeh z albumom Iowa (2001). Po krajšem premoru so se leta 2004 vrnili z Vol. 3: (Subliminal Verses) in še enkrat v letu 2008 s svojim četrtim album All Hope Is Gone, ki je prišel na prvo mesto na lestvici Billboard 200. Skupina je ustvarila še en koncertni album in štiri DVD-je s koncertnimi posnetki. Ustvarili so svoj festival Knotfest, na katerem so poleg njih nastopile še skupine, kot so Deftones, Lamb of God, Cannibal Corpse.
Po vsem svetu so prodali so več kot 14 milijonov izvodov albumov.

## Diskografija
- Slipknot (1999)
- Iowa (2001)
- Vol 3: (The Subliminal Verses) (2004)
- All Hope Is Gone (2008)
- 5: The Grey Chapter (2014)
- We Are Not Your Kind (2019)
- The End, So Far (2022)